# Тапирамута
Тапирамута (порт. Tapiramutá) — муниципалитет в Бразилии, входит в штат Баия. Составная часть мезорегиона Северо-центральная часть штата Баия. Входит в экономико-статистический микрорегион Итабераба. Население составляет 19 519 человек на 2006 год. Занимает площадь 663,870 км². Плотность населения — 29,4 чел./км².

## Статистика
- Валовой внутренний продукт на 2003 год составляет 43 619 064,00 реалов (данные: Бразильский институт географии и статистики).
- Валовой внутренний продукт на душу населения на 2003 год составляет 2371,89 реал (данные: Бразильский институт географии и статистики).
- Индекс развития человеческого потенциала на 2000 год составляет 0,615 (данные: Программа развития ООН).